# Elecciones municipales de Huánuco de 1963
Las elecciones municipales de Huánuco de 1963 se llevaron a cabo el 15 de diciembre de 1963 para elegir al alcalde y al Concejo Provincial de Huánuco para el periodo 1964-1966. La elección se celebró simultáneamente con elecciones municipales en todo el país. Por primera vez en la historia del Perú, las autoridades locales fueron elegidas por voto universal alfabeto y directo.

## Sistema electoral
La Municipalidad Provincial de Huánuco es el órgano administrativo y de gobierno de la provincia de Huánuco. Está compuesta por el alcalde y el Concejo Provincial.
La votación del alcalde y el concejo se realiza en base al sufragio universal alfabeto, que comprende a todos los ciudadanos nacionales mayores de veintiún años, empadronados y residentes en la provincia de Huánuco y en pleno goce de sus derechos políticos.
El Concejo Provincial de Huánuco está compuesto por 14 concejales elegidos por sufragio directo para un período de tres (3) años, en forma conjunta con la elección del alcalde (quien lo preside). La votación es por lista cerrada y bloqueada. Se asigna a cada lista los escaños según el método d'Hondt.

## Partidos y candidatos
A continuación se muestra una lista de los principales partidos y alianzas electorales que participaron en las elecciones:
| Candidatura | Candidatura | Partidos y alianzas | Candidatos | Candidatos                    | Ideología                                           | Ref. |
| ----------- | ----------- | --- | ---------- | ----------------------------- | --------------------------------------------------- | ---- |
|             | AP–DC       | Lista - Alianza Acción Popular - Democracia Cristiana (AP–DC) – Acción Popular (AP) – Partido Demócrata Cristiano (DC)                          |            | Roque Gonzáles Ruiz           | Liberalismo Humanismo Democracia cristiana          |      |
|             | APRA–UNO    | Lista - Coalición Partido Aprista Peruano - Unión Nacional Odriísta (APRA–UNO) – Partido Aprista Peruano (APRA) – Unión Nacional Odriísta (UNO) |            | Alberto Vélez de Villa Lázaro | Aprismo Conservadurismo social Populismo de derecha |      |
|             | IND         | Lista - Lista Independiente N° 5 |            | Miguel Ramírez Burbano        | Localismo huanuqueño                                |      |

## Resultados

### Sumario general
|                        |                                                                        |              |              |              |            |            |
| Partidos y coaliciones | Partidos y coaliciones                                                 | Voto popular | Voto popular | Voto popular | Concejales | Concejales |
| Partidos y coaliciones | Partidos y coaliciones                                                 | Votos        | %            | +/−          | Total      | +/−        |
|                        | Alianza Acción Popular - Democracia Cristiana (AP–DC)                  | 3,903        | 50.53        | n/a          | 7          | n/a        |
|                        | Coalición Partido Aprista Peruano - Unión Nacional Odriísta (APRA–UNO) | 3,186        | 41.25        | n/a          | 6          | n/a        |
|                        | Lista Independiente N° 5                                               | 635          | 8.22         | n/a          | 1          | n/a        |
|                        |                                                                        |              |              |              |            |            |
| Total                  | Total                                                                  | 7,724        |              |              | 14         | n/a        |
|                        |                                                                        |              |              |              |            |            |
| Votos válidos          | Votos válidos                                                          | 7,724        | 89.05        | n/a          |            |            |
| Votos en blanco        | Votos en blanco                                                        | 435          | 5.01         | n/a          |            |            |
| Votos nulos            | Votos nulos                                                            | 515          | 5.94         | n/a          |            |            |
| Votos emitidos         | Votos emitidos                                                         | 8,674        | 84.50        | n/a          |            |            |
| Abstenciones           | Abstenciones                                                           | 1,591        | 15.50        | n/a          |            |            |
| Votantes registrados   | Votantes registrados                                                   | 10,265       |              |              |            |            |
|                        |                                                                        |              |              |              |            |            |
| Fuente:                |                                                                        |              |              |              |            |            |

### Concejo Provincial de Huánuco
| Cargo                           | Autoridad electa                | Partido político | Partido político         |
| ------------------------------- | ------------------------------- | ---------------- | ------------------------ |
| Alcalde Provincial de Huánuco   | Roque Gonzáles Ruiz             |                  | Alianza AP-DC            |
| Concejal Provincial de Huánuco  | Rafael de Noriega Quiroz        |                  | Alianza AP-DC            |
| Concejal Provincial de Huánuco  | Ricardo Salinas Vara            |                  | Alianza AP-DC            |
| Concejal Provincial de Huánuco  | Nilo Lambruschini Malpartido    |                  | Alianza AP-DC            |
| Concejal Provincial de Huánuco  | Pedro Egoavil Arteta            |                  | Alianza AP-DC            |
| Concejal Provincial de Huánuco  | Adolfo Cavalie Echevarría       |                  | Alianza AP-DC            |
| Concejal Provincial de Huánuco  | Alberto Sotomayor León          |                  | Alianza AP-DC            |
| Concejal Provincial de Huánuco  | Constantino Mantero Mantero     |                  | Alianza AP-DC            |
| Concejala Provincial de Huánuco | Blanca Solís de Vásquez Atencia |                  | Coalición APRA-UNO       |
| Concejal Provincial de Huánuco  | Antonio Torres Villanueva       |                  | Coalición APRA-UNO       |
| Concejal Provincial de Huánuco  | Juan Gallardo Tineo             |                  | Coalición APRA-UNO       |
| Concejal Provincial de Huánuco  | Oswaldo Cachay Chávez           |                  | Coalición APRA-UNO       |
| Concejal Provincial de Huánuco  | Javier Rolando Tello            |                  | Coalición APRA-UNO       |
| Concejala Provincial de Huánuco | María Nano Sayes                |                  | Coalición APRA-UNO       |
| Concejal Provincial de Huánuco  | Daniel Núñez Baraybar           |                  | Lista Independiente N° 5 |

## Elecciones municipales distritales

### Sumario general
| Partidos y coaliciones | Partidos y coaliciones                                                 | Voto popular | Voto popular | Voto popular | Alcaldías | Alcaldías |
| Partidos y coaliciones | Partidos y coaliciones                                                 | Votos        | %            | +/−          | Total     | +/−       |
| ---------------------- | ---------------------------------------------------------------------- | ------------ | ------------ | ------------ | --------- | --------- |
|                        | Alianza Acción Popular - Democracia Cristiana (AP–DC)                  | 665          | 37.44        | n/a          | 5         | n/a       |
|                        | Coalición Partido Aprista Peruano - Unión Nacional Odriísta (APRA–UNO) | 800          | 45.05        | n/a          | 3         | n/a       |
|                        | Lista Independiente N° 5                                               | 129          | 7.26         | n/a          | 0         | n/a       |
|                        | Listas independientes distritales                                      | 182          | 10.25        | n/a          | 0         | n/a       |
|                        |                                                                        |              |              |              |           |           |
| Total                  | Total                                                                  | 1,776        |              |              | 8         | n/a       |
|                        |                                                                        |              |              |              |           |           |
| Votos válidos          | Votos válidos                                                          | 1,776        | 89.70        | n/a          |           |           |
| Votos en blanco        | Votos en blanco                                                        | 137          | 6.92         | n/a          |           |           |
| Votos nulos            | Votos nulos                                                            | 67           | 3.38         | n/a          |           |           |
| Votos emitidos         | Votos emitidos                                                         | 1,980        | n/d          | n/a          |           |           |
| Abstenciones           | Abstenciones                                                           | n/d          | n/d          | n/a          |           |           |
| Votantes registrados   | Votantes registrados                                                   | n/d          |              |              |           |           |
|                        |                                                                        |              |              |              |           |           |
| Fuente:                |                                                                        |              |              |              |           |           |

### Resultados por distrito
La siguiente tabla enumera el control de los distritos de la provincia de Huánuco.
| Distrito                | Alcalde(sa) electo(a)   | Partido político | Partido político   |
| ----------------------- | ----------------------- | ---------------- | ------------------ |
| Chinchao                | Miguel Araujo Berrospi  |                  | Alianza AP-DC      |
| Churumbamba             | Domingo Yabar Romero    |                  | Alianza AP-DC      |
| Margos                  | Eduardo Toledo Sánchez  |                  | Coalición APRA-UNO |
| Quisqui                 | Urbano Llanos Zambrano  |                  | Alianza AP-DC      |
| San Francisco de Cayrán | Félix Vara Santiago     |                  | Alianza AP-DC      |
| San Pedro de Chaulán    | Valentín Bonilla Amgino |                  | Coalición APRA-UNO |
| Santa María del Valle   | Esaú Trujillo Pazos     |                  | Alianza AP-DC      |
| Yarumayo                | Abundio Rodríguez Meza  |                  | Coalición APRA-UNO |